# Svitečka

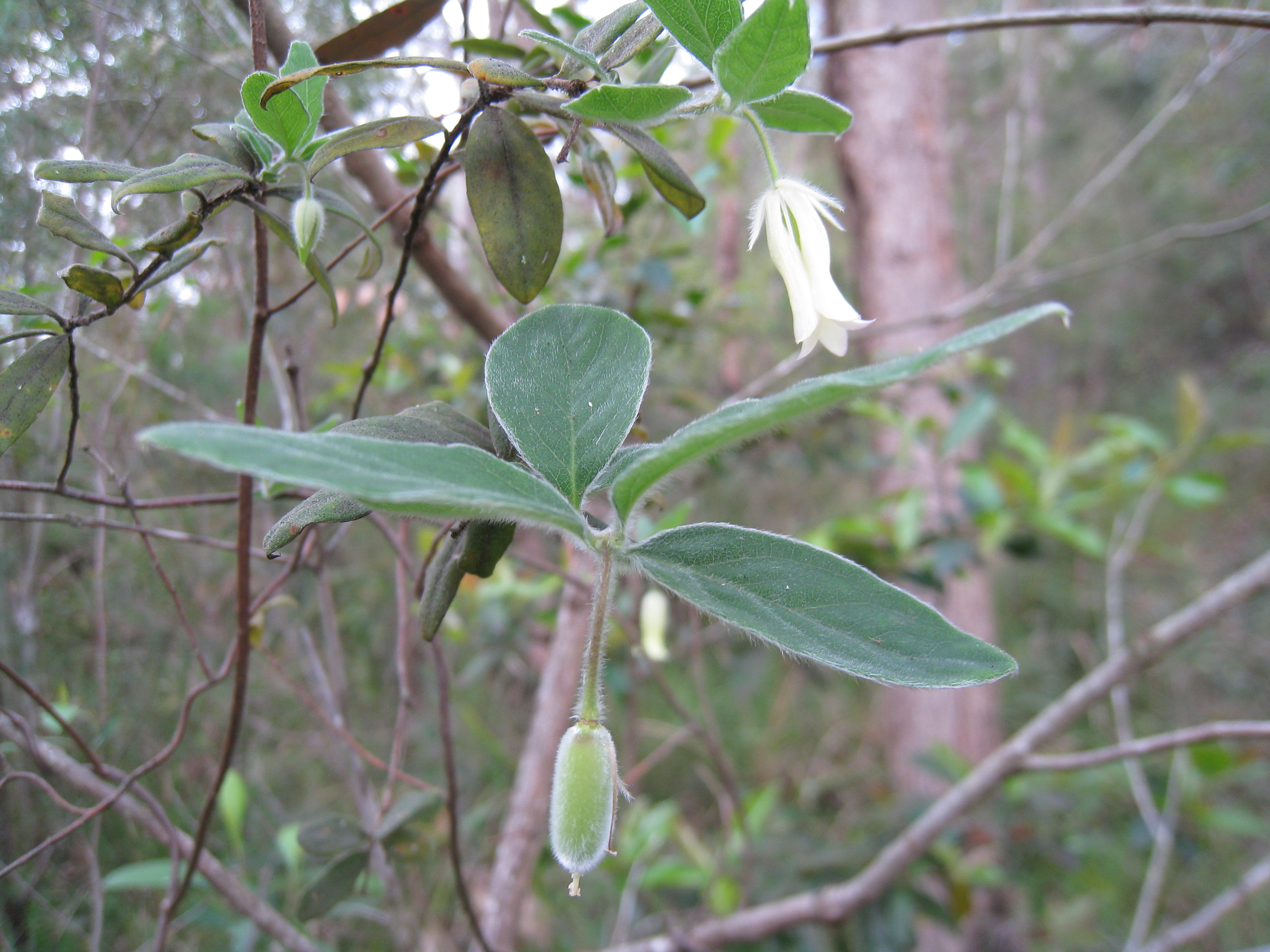
Billardiera scandens v jihovýchodní Austrálii

Svitečka (Billardiera) je rod rostlin z čeledi slizoplodovité. Jsou to keře a liány s nevelkými, jednoduchými listy a zvonkovitými pravidelnými květy. Plodem je bobule nebo tobolka. Rod zahrnuje 22 druhů a vyskytuje se výhradně v Austrálii, s centrem rozšíření na jihozápadě kontinentu. Svitečka různolistá je pěstována jako okrasná rostlina a je to v některých oblastech světa významný invazní druh. Rostliny obsahují saponiny a jsou jedovaté zejména pro ryby. Plody některých druhů jsou jedlé. V minulosti byla část druhů řazena do samostatného rodu Sollya.

## Popis
Svitečky jsou stálezelené keře nebo ovíjivé liány. Listy jsou spíše menší, jednoduché, střídavé, kožovité, řapíkaté nebo přisedlé, s celokrajnou nebo pilovitou, čárkovitou, podlouhlou, vejčitou nebo eliptickou čepelí. U některých druhů jsou listy uspořádané ve svazečcích.
Květy jsou malé, pětičetné, pravidelné, uspořádané ve vrcholových nebo řidčeji úžlabních vrcholících, hroznech nebo chocholících.
Kalich je pětičetný, složený z volných, vejčitých nebo šídlovitých lístků. Koruna je bílá, smetanová, žlutá, purpurová nebo modrá, pětičetná, pravidelná, delší než kalich, korunní lístky jsou na bázi krátce srostlé.
Tyčinek je 5. Semeník je svrchní, srostlý ze 2 až 3 plodolistů obsahujících mnoho vajíček. Čnělka je jedna. Plodem je buď bobule nebo tobolka s mnoha bezkřídlými semeny.

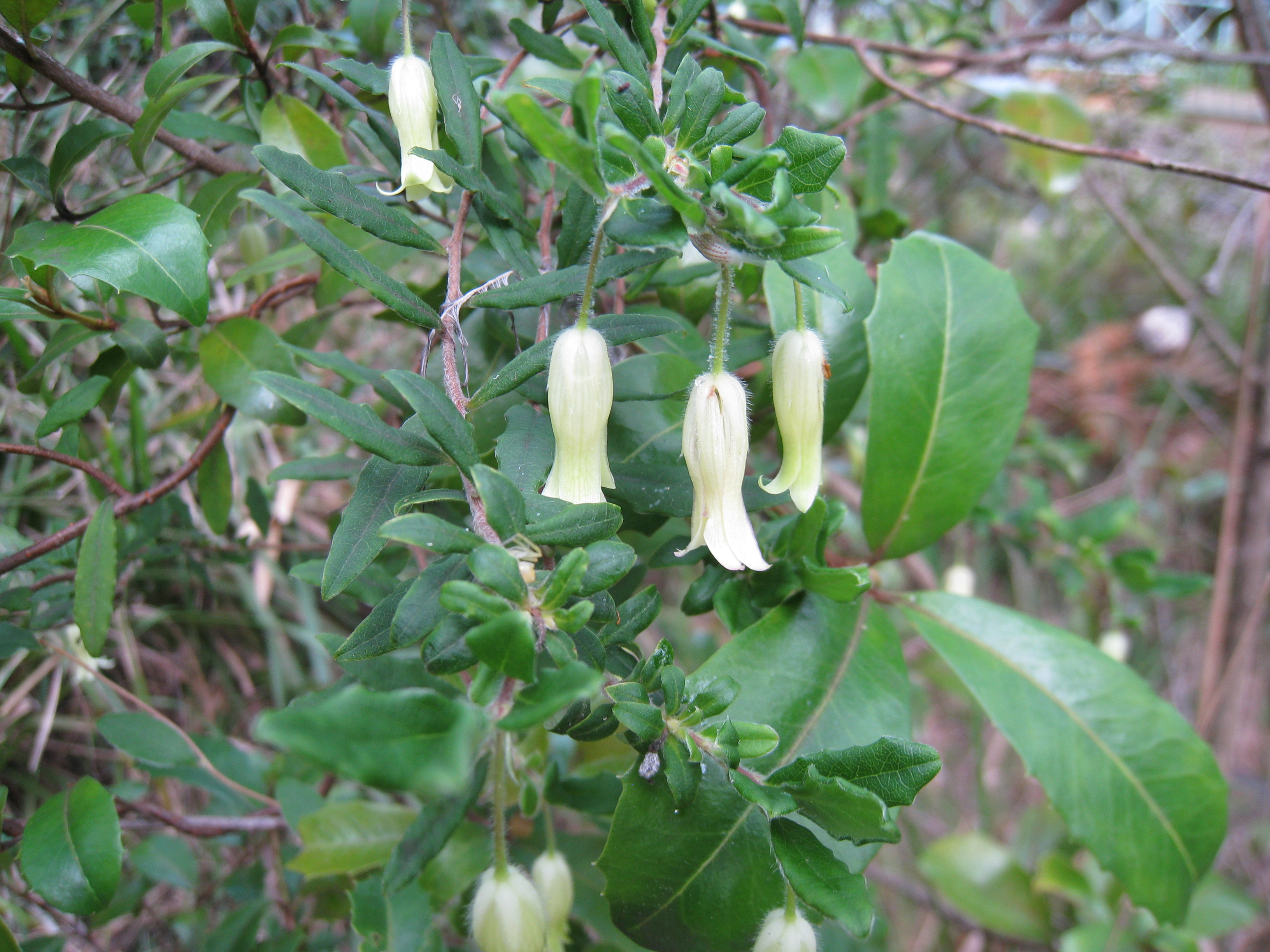
Kvetoucí Billardiera scandens
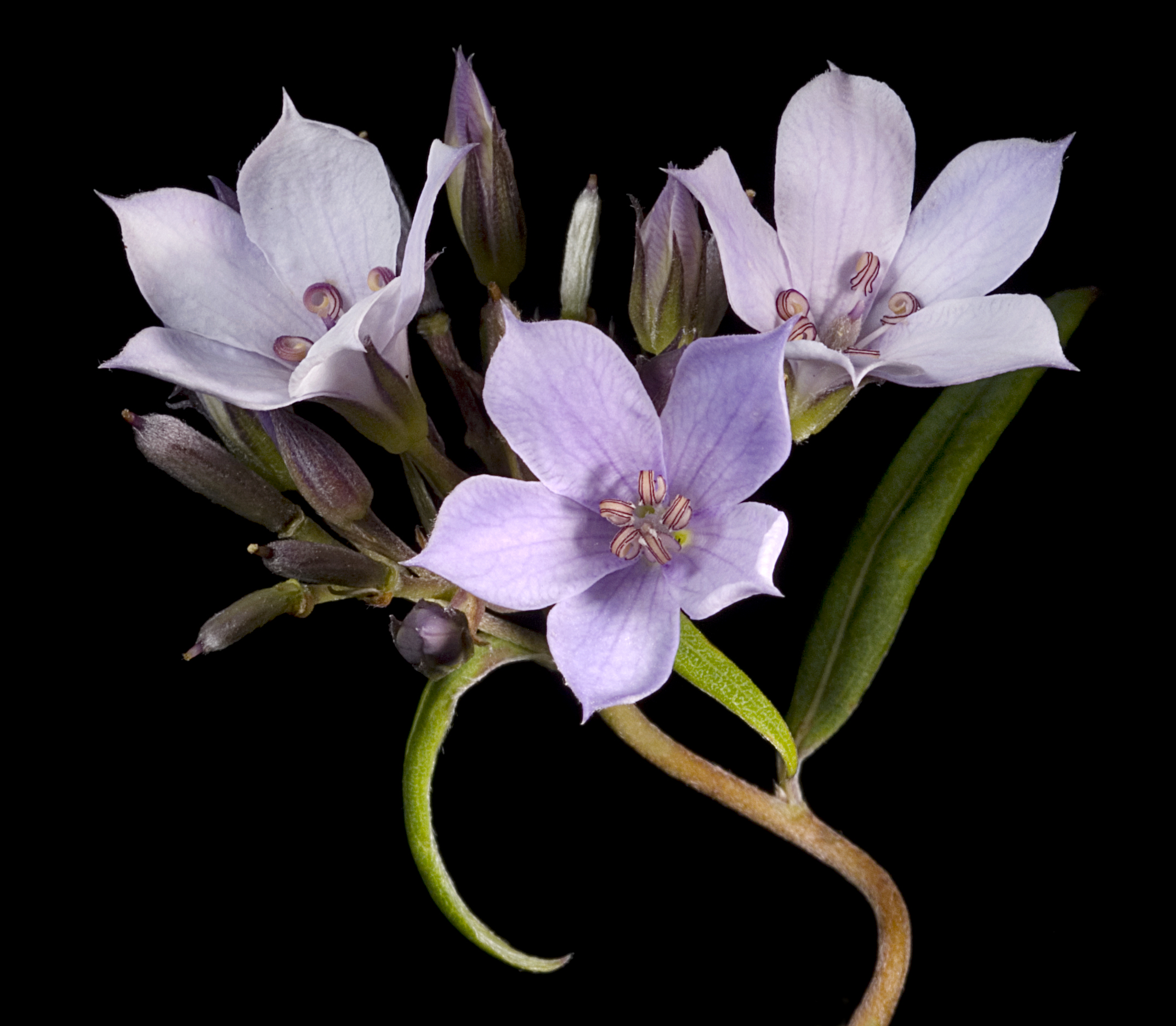
Detail květů B. fraseri
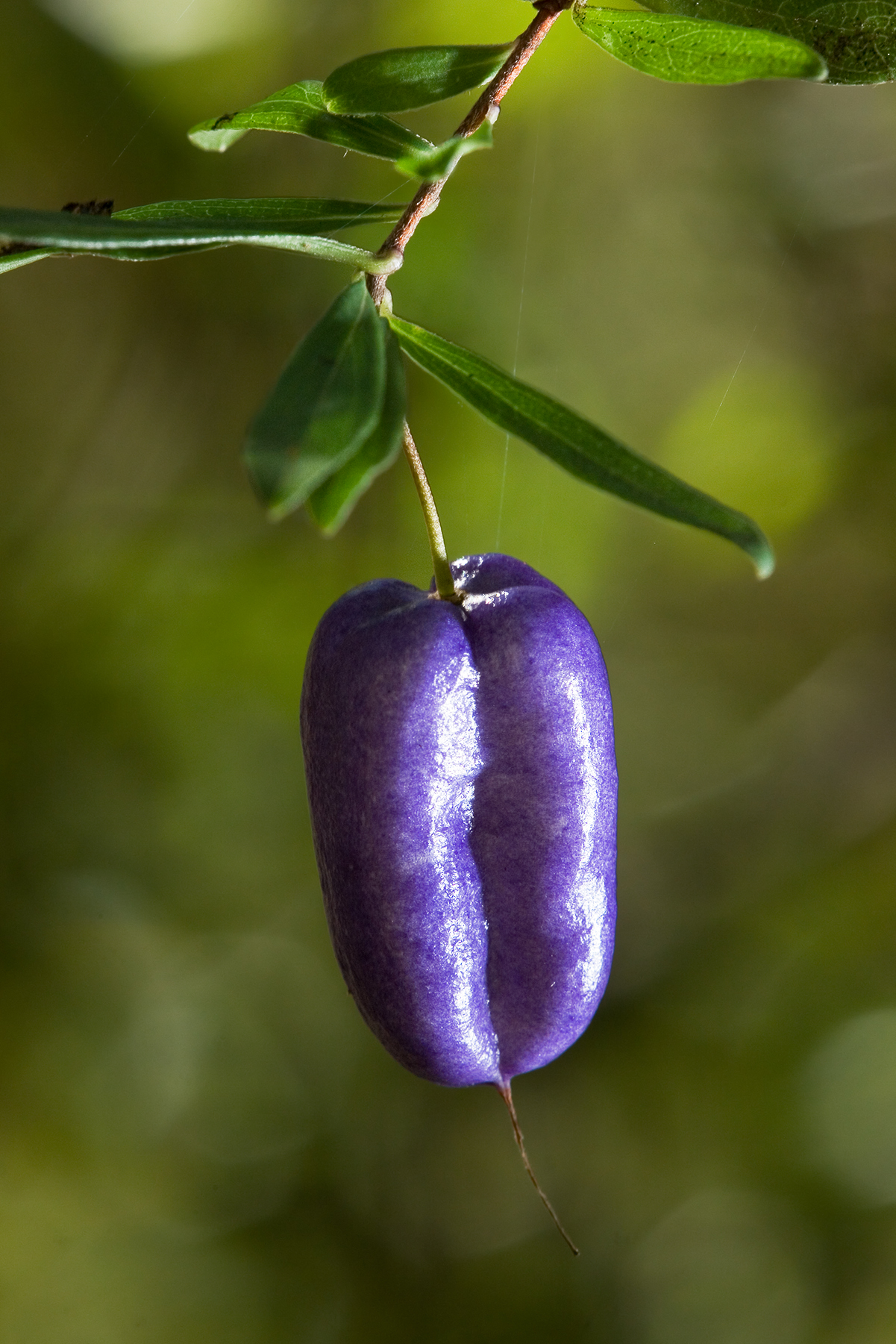
Plod B. longiflora

## Rozšíření
Rod zahrnuje 22 druhů a vyskytuje se výhradně v Austrálii (včetně Tasmánie). Je zastoupen ve všech australských státech s výjimkou Severního teritoria, největší počet druhů roste na jihozápadě kontinentu.

## Ekologické interakce
Semena jsou šířena různými živočichy, kteří konzumují plody. Neporušená a životaschopná semena Billardiera fusiformis z jihozápadní Austrálie byla nalezena v trusu různých vačnatců (klokan quokka, klokánek Gilbertův, klokánek krysí) a krysy  Rattus fuscipes. Průchod zažívacím traktem zvýšil klíčivost semen o 58 %.

## Obsahové látky
Svitečky obsahují zejména v listech saponiny, které jsou pro člověka a savce poměrně málo toxické, jsou však jedovaté pro ryby. Svitečka různolistá může podle některých zdrojů způsobit podráždění kůže a zvracení, jiné zdroje však tuto informaci zpochybňují jako neověřenou.

## Taxonomie
V minulosti byly některé druhy rodu Billardiera řazeny do samostatného rodu Sollya. Výsledky fylogenetických studií ukázaly, že tento rod tvoří vývojovou větev uvnitř vývojového stromu rodu Billardiera a činí jej parafyletickým. Proto byly oba rody sloučeny a všechny druhy rodu Sollya byly přeřazeny do rodu Billardiera.

## Zástupci
- svitečka různolistá (Billardiera heterophylla, syn. Sollya heterophylla)

## Význam

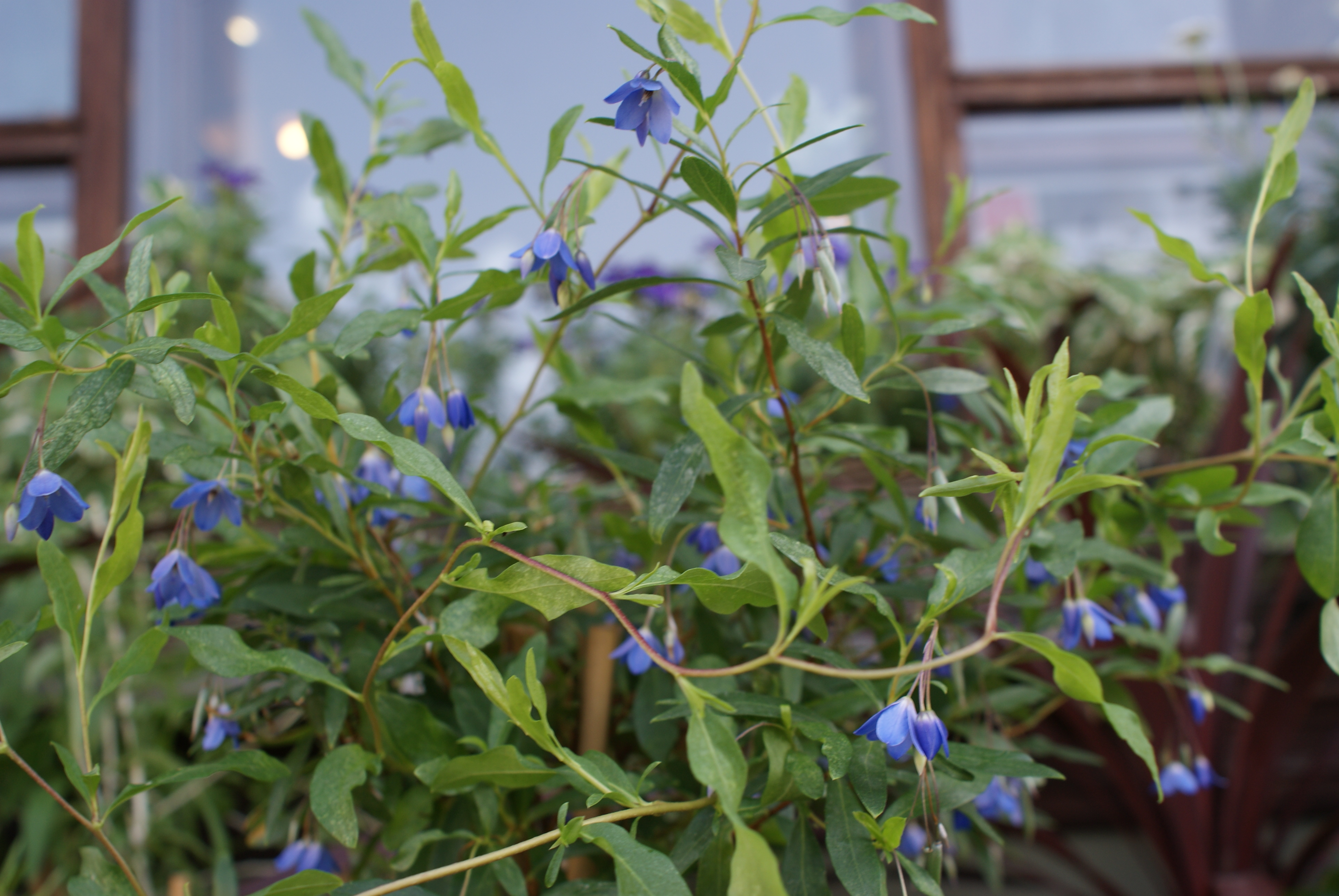
Svitečka různolistá jako okrasná rostlina

Svitečka různolistá je pěstována jako okrasná liána s delikátními zvonkovitými květy. Byla vypěstována řada různých forem a kultivarů, lišících se zejména barvou květů. V podmínkách střední Evropy ji lze pěstovat jako kbelíkovou rostlinu. Pokud nemá oporu, vyrůstá do podoby asi 1 metr vysokého keře. Řidčeji jsou pěstovány i jiné druhy, např. Billardiera longiflora, vyznačující se nápadnými modrofialovými plody.
Některé druhy sviteček mají jedlé plody. Plody druhu Billardiera mutabilis, pocházejícího z jihovýchodní Austrálie a Tasmánie, mají příjemnou nakyslou chuť. V Austrálii jsou známy jako appleberry (jablečné bobule).
Svitečka různolistá, pocházející z jihozápadní Austrálie, je v některých oblastech světa (např. východní Austrálie a jihoafrický fynbos) obtížnou invazní rostlinou, vytlačující místní květenu. V Jižní Austrálii je tato rostlina dokonce na seznamu druhů, s nimiž je zakázáno obchodovat. Zkřížením druhů B. heterophylla a B. parviflora byl vypěstován neinvazivní hybrid Billardiera 'Edna Walling Blue Bells', který netvoří plodná semena a proto se nešíří do volné přírody.